# Cyrix Cx5x86

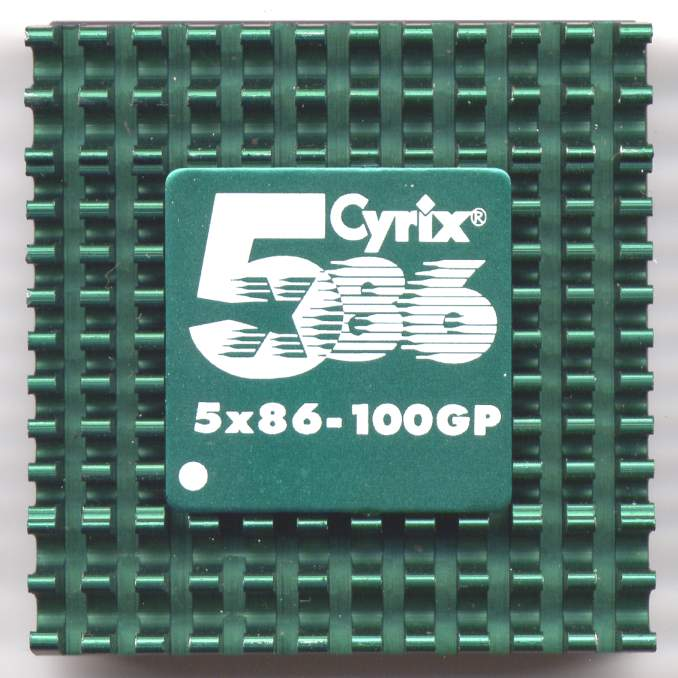
Cyrix 5x86 マイクロプロセッサ

Cyrix Cx5x86はサイリックスが、1995年8月に発売した、i486とのソケット互換性を備える32ビットx86互換CPUである。AMDが開発したAm5x86と共にもっとも高速なi486互換CPUの1つとして知られる。

## 概要
Cx486シリーズの後継・上位機種として、インテルPentium互換プロセッサであるCyrix 6x86（開発コード名M1）のコアロジックのサブセットと486系プロセッサ用フロントサイドバス (FSB) インターフェイスを組み合わせて開発された。
開発コード名はM1scで、外部FSBは32ビット幅であるが内部データバスは64ビット幅となっており、命令パイプライン技術、128エントリの分岐ターゲットバッファーによる分岐予測といったPentiumをはじめとする第5世代のx86系プロセッサと同様のアーキテクチャを採用しており、ユニファイドキャッシュによる1次キャッシュを16KB内蔵する。このアーキテクチャにより、6x86の約50%のトランジスタ数で80%の性能を実現した。
そのため、このCx5x86は100MHz動作時にほとんどのアプリケーションで75MHz動作のPentiumプロセッサよりも優れた性能を発揮し、古く安価な486対応Socket 3マザーボードのアップグレードパスとして、CPUコア電圧の対応やBIOSレベルでの対応、それにFSBの動作周波数などに一部制限があったものの、一定の成功を収めた。
このチップはi486の命令セットをほぼサポートしていたが、Pentium固有命令への対応はごく限られていた。面白いことに、このCPUの性能を強化するいくつかの特徴は、故意に無効化されていた。これは、出荷前に修正されなかったバグによる、潜在的な不安定性の恐れのためである。本CPUを使った、80386やi486SXを搭載するマシン用のCPUアクセラレータも数社から発売された。
なお、同じような名称のSGS トムソンST5x86とIBM5x86Cは、ファブレスであるサイリックスとの間でチップの製造委託契約を結んでいた両社が、契約条項に含まれていた自社ブランドでのチップ販売権により商標を変更して販売したものである。
そのため、実質的には同一のものであったが、サイリックスが市場に投入しなかった75MHz版の入手性や、電圧条件などでわずかな違いがあった。
これに対し、同じSocket 3に対応していて同程度の性能を発揮し、しかも同じ年の終わりに発表されたAMD Am5x86とこのCx5x86 の設計を混同するべきでない。Am5x86は基本的には高速な486であり、これらは本質的に全く異質なプロセッサである。
本チップのアーキテクチャを元にMediaGXが作られ、その後Geodeが生まれてネットブックやシンクライアントで使われていることからも先進的なアーキテクチャだったことがうかがえる。

## 仕様

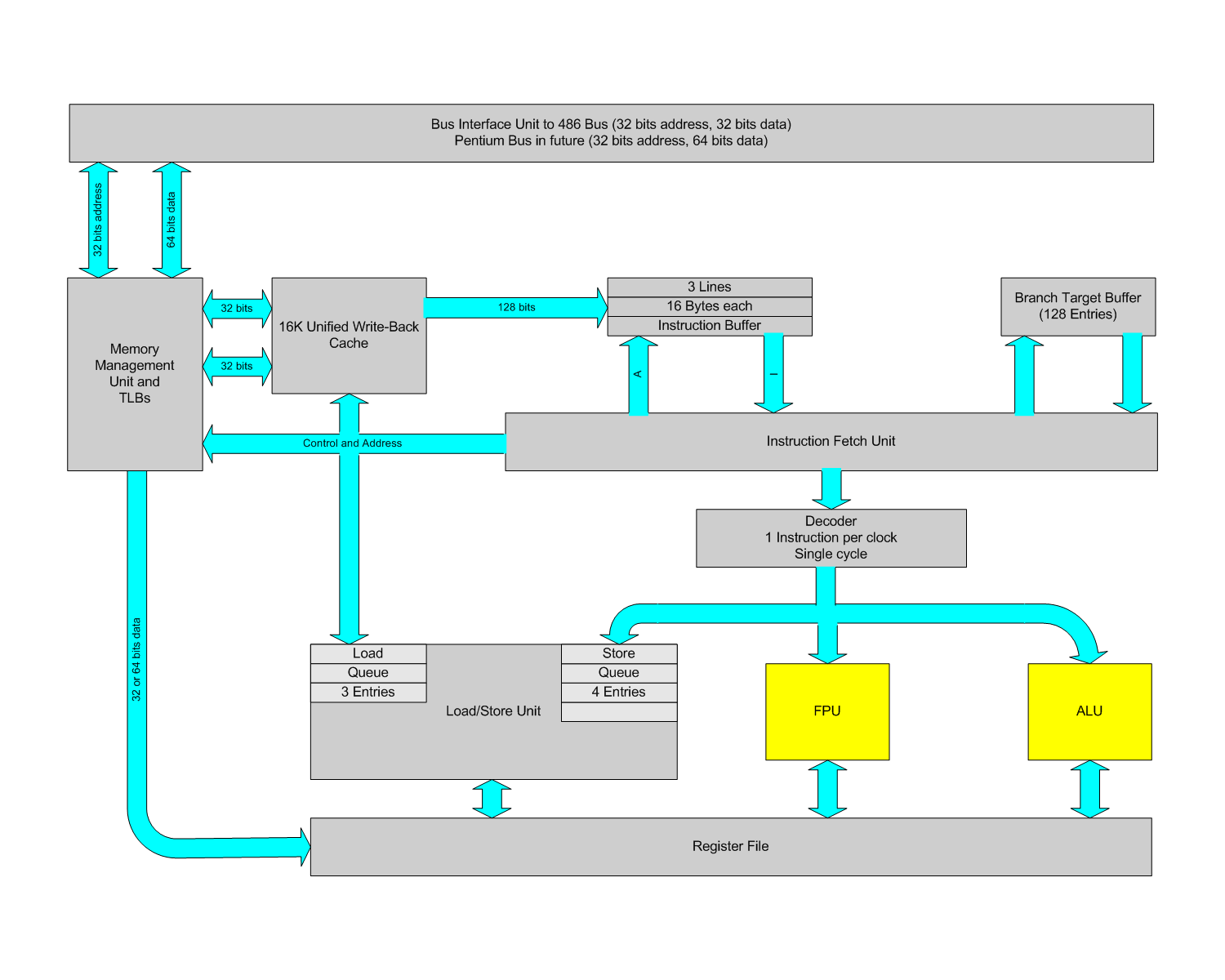
Cyrix 5x86 のアーキテクチャ

- iDX4WB ピンアウト、 168ピンPGAあるいは208ピンQFP
- Socket 3
- 0.65μm プロセス、200万トランジスタ
- ダイサイズ 144mm2
- 3.45 ボルト電源を使用
- 16 キロバイト L1 ユニファイドキャッシュ
- 25 MHz (25×4), 33 MHz (33×3) と 50 MHz (50×2) のフロントサイドバスをサポートする 100 MHz 版。
- 40 MHz (40×3) と 33 MHz (33×4) のフロントサイドバスをサポートする 120/133 MHz 版。133 MHz 版は大変希少であったが、アップグレードキットの製作者は優先的に入手することができた。